# モンテ・レジマ
モンテ・レジマ（Monte Lesima） は、イタリアのロンバルディア州とエミリア＝ロマーニャ州の山で、ピアチェンツァ県とパヴィーア県の境にある。標高は1,724mである。山頂には航空管制用のレーダー基地があり、そのため、頂上まで整備された道路が続いている。山頂でパラグライダーに興じる愛好家も多い。